# Liste der Klassischen Archäologen an der Albertus-Universität Königsberg
In der Liste der Klassischen Archäologen an der Albertus-Universität Königsberg werden alle Hochschullehrer für Klassische Archäologie gesammelt, die an der Albertus-Universität Königsberg lehrten.
Der Kunst- und Literaturhistoriker Ernst August Hagen, seit 1830 Ordinarius für Äesthik und Kunstgeschichte, hielt als erster Hochschullehrer in Königsberg Vorlesungen zur Geschichte der antiken Kunst und Architektur. Er war auch Vorsteher der 1824 begründeten Abguss-Sammlung der Königsberger Universität. Seit der Mitte des 19. Jahrhunderts hielten die Klassischen Philologen Karl Lehrs (1845–1878 in Königsberg), Ludwig Friedländer (1856–1892 in Königsberg) und Heinrich Jordan (1867–1886 in Königsberg) auch archäologische Vorlesungen und Übungen ab. Die Klassische Archäologie als eigenständiges Fach wurde zum Wintersemester 1875/76 als Lehrstuhl begründet und mit Hugo Blümner besetzt. Das Archäologische Seminar und die Antikensammlung gingen mit der Universität 1945 unter.
Angegeben sind in der ersten Spalte der Name und die Lebensdaten, in der zweiten Spalte wird der Eintritt in die Universität angegeben, in der dritten Spalte das Ausscheiden. Spalte vier nennt die höchste an der Universität Königsberg erreichte Position. Die nächste Spalte nennt den Werdegang in Bezug auf das Institut oder die Universität. In der letzten Spalte werden Bilder der Dozenten gezeigt.
| Wissenschaftler                          | von  | bis  | Funktionen      | Bemerkungen | Bild |
| ---------------------------------------- | ---- | ---- | --------------- | --- | ---- |
| Hugo Blümner (1844–1919)                 | 1875 | 1877 | Ordinarius      | 1875 ordentlicher Professor                                                                                       |      |
| Gustav Hirschfeld (1847–1895)            | 1878 | 1895 | Ordinarius      | 1878 außerordentlicher Professor, 1880 ordentlicher Professor                                                     |      |
| Otto Rossbach (1856–1931)                | 1887 | 1925 | Ordinarius      | 1887 Habilitation, Privatdozent, 1895 ordentlicher Professor für Klassische Archäologie und Klassische Philologie |      |
| Bernhard Schweitzer (1892–1966)          | 1925 | 1932 | Ordinarius      | 1925 ordentlicher Professor                                                                                       |      |
| Hermine Speier (1898–1989)               | 1925 | 1928 | Assistentin     | |      |
| Guido Kaschnitz von Weinberg (1890–1958) | 1932 | 1937 | Ordinarius      | 1932 ordentlicher Professor                                                                                       |      |
| Reinhard Lullies (1907–1986)             | 1932 | 1934 | Assistent       | |      |
| Franz Messerschmidt (1902–1945)          | 1938 | 1945 | Extraordinarius | WS 1938/39 Vertretung des Lehrstuhls; 1. Januar 1939 beamteter außerordentlicher Professor                        |      |
| Joseph Wiesner (1913–1975)               | 1939 | 1942 | Dozent          | |      |